# Rhynchospora trispicata
Rhynchospora trispicata là loài thực vật có hoa trong họ Cói. Loài này được (Nees) Schrad. ex Steud. miêu tả khoa học đầu tiên năm 1855.